# Gatesclarkeanini
De Gatesclarkeanini zijn een tribus van vlinders uit de onderfamilie Olethreutinae van de familie bladrollers (Tortricidae).

## Geslachten
- Asymmetrarcha
- Atsusina
- Gatesclarkeana
- Hiroshiinoueana
- Ukamenia